# ديانا تستحم مع حورياتها مع إيكتيان وكاليستو
ديانا تستحم مع حورياتها مع إيكتيان وكاليستو هي لوحة زيتية رسمها رامبرانت في عام 1634، اللوحة حالياً معروضة في قلعة أنهولت في ألمانيا.